# Alexandra Sukhareva
Alexandra Sukhareva (russisch Александра Ильинична Сухарева; * 25. Mai 1983 in Moskau) ist eine russische Plastikerin und Installationskünstlerin.

## Leben und Werk
Alexandra Sukhareva studierte bis 2008 am Institute of Contemporary Art in Moskau und anschließend an der Kunsthochschule Valand in Göteborg. 2010 kehrte sie zurück nach Russland. Sie ist bekannt für ihre Arbeit mit korrosiven und toxischen Stoffen, die sie in Kombination mit Spiegeln und Bildern verwendet.

„Alexandra Sukhareva schafft Installationen und Plastiken. Ihre Arbeiten, die fragil und Bruchstückhaft wirken und durch (im wörtlichen wie übertragenen Sinne) empfindliche Bindeglieder zusammengehalten werden, sind durch eine breite Palette historischer, spiritueller, philosophischer, abstrakter und mathematischer Verweisungen geprägt. Aufeinandergestapelt, in prekärem Gleichgewicht aneinandergelehnt, lose mit dünnen Nägeln und Fäden verbunden, spinnen die Elemente ihrer Installationen, die Objekte und Materialien aus Assoziationen feinsinnige Geschichten.“

Sukhareva stellt international aus, unter anderem war sie 2012 Teilnehmerin der dOCUMENTA (13) in Kassel und 2014 Teilnehmerin der Manifesta10 in Sankt Petersburg.